# John Murlowski
John Murlowski est un acteur, directeur de la photographie, réalisateur, scénariste et producteur de cinéma et de télévision américain.

## Filmographie

### Acteur

#### Cinéma
- 2008 : Marlowe, le chien policier : Distraught Driver
- 2017 : Replicate

### Directeur de la photographie

#### Cinéma
- 2008 : Marlowe, le chien policier
- 2009 : Une femme piégée (Nowhere to Hide)
- 2010 : Christmas Mail
- 2010 : Freeway Killer
- 2012 : Zombie Hamlet
- 2015 : Mémoire courte
- 2016 : The Last Bid
- 2017 : Deadly Inn

#### Télévision

##### Téléfilms
- 2009 : Des souvenirs pour Noël (A Golden Christmas)
- 2010 : Next Stop Murder
- 2012 : La Liste du Père Noël

### Réalisateur

#### Cinéma
- 1989 : Return of the Family Man
- 1995 : Automatic
- 1996 : Agent double, aussi Espions en herbe
- 1996 : Monsieur Papa... (Santa with Muscles)
- 1998 : Richie Rich : Meilleurs Vœux (Richie Rich's Christmas Wish)
- 2002 : Contagion
- 2002 : Terminal Error
- 2003 : Black Cadillac
- 2008 : Marlowe, le chien policier
- 2009 : Une femme piégée (Nowhere to Hide)
- 2010 : Christmas Mail
- 2010 : Freeway Killer
- 2012 : Zombie Hamlet
- 2014 : Crimes of the Mind
- 2015 : Deadly Pursuit
- 2015 : Mémoire courte
- 2016 : Bad Twin
- 2017 : Deadly Inn
- 2017 : Fatal Defense
- 2017 : Replicate

#### Télévision

##### Téléfilms
- 2009 : Des souvenirs pour Noël (A Golden Christmas)
- 2010 : Next Stop Murder
- 2016 : Deux sœurs pour une vengeance (Bad Twin)
- 2021 : La vérité sur ma naissance (Picture Perfect Lies)
- 2021 : 9 mois de mensonges (Labor of Lies)
- 2021 : L'Homme qui m'a sauvé la vie (Burning Lies)

### Producteur

#### Cinéma
- 2003 : Black Cadillac
- 2008 : Marlowe, le chien policier
- 2009 : Une femme piégée (Nowhere to Hide)
- 2010 : Christmas Mail
- 2012 : Zombie Hamlet
- 2014 : Crimes of the Mind
- 2016 : Bad Twin
- 2016 : The Last Bid
- 2017 : Deadly Inn
- 2017 : Fatal Defense
- 2017 : Replicate

#### Télévision

##### Téléfilms
- 2009 : Des souvenirs pour Noël (A Golden Christmas)
- 2010 : Next Stop Murder
- 2011 : Face à ma sœur jumelle
- 2012 : La Liste du Père Noël

### Scénariste

#### Cinéma
- 1989 : Return of the Family Man
- 2003 : Black Cadillac
- 2017 : Replicate

#### Télévision
- 2004 : Visions criminelles
- 2008 : L'Île du secret